# Deutsche Meisterschale
La Deutsche Meisterschale, conosciuta  più semplicemente come Meisterschale o Salatschüssel, è il trofeo che viene assegnato alla squadra vincitrice della Bundesliga tedesca.
Assegnato a partire dal 1949, il trofeo sostituisce il Viktoria-Trophäe, assegnato dagli albori del campionato tedesco di calcio fino al 1944.
L'attuale dententore è il Bayern Monaco, vincitore dell'edizione 2024-2025

## Descrizione
Il trofeo, nella sua versione attuale, è realizzato da Elisabeth Treskow.
Esso ha una forma circolare ed è composto da 5,5 kg di argento ed incastonata con 16 tormaline (5 grandi, 11 piccole), per un diametro complessivo di 59 centimetri ed un peso complessivo di 11 kilogrammi, ed un valore stimato di 25000 €.
Sul trofeo sono segnati tutti i vincitori del campionato tedesco di calcio dal 1903, motivo per il quale è stato ingrandito in due diverse occasioni: nel 1982 e nel 2009. Con l'ultima espansione è possibile inserire i vincitori fino alla stagione 2026-2027.
Alcuni nomi dei vincitori non sono sempre separati seconde regole ortografiche, fanno da esempio:
- Eintracht Braunschweig (1967: BRA - UNSCHWEIGER TSV EINTRACHT 1895".
- Borussia M'gladbach (1975, 1976, 1977): "1975 BORUSSIA VFL 1900 EV M - ÖNCHENGLADBACH, "1976 BORUSSIA VFL 1900 EV MÖNC - HENGLADBACH" e "1977 BORUSS - IA VFL 1900 EV MÖNCHENGLA - DBACH".

## Albo d'oro e statistiche
- 1948-1949:  VfR Mannheim (1º)
- 1949-1950:  Stoccarda (1º)
- 1950-1951:  Kaiserslautern (1º)
- 1951-1952:  Stoccarda (2º)
- 1952-1953:  Kaiserslautern (2º)
- 1953-1954:  Hannover 96 (1º)
- 1954-1955:  Rot-Weiss Essen (1º)
- 1955-1956:  Borussia Dortmund (1º)
- 1956-1957:  Borussia Dortmund (2º)
- 1957-1958:  Schalke 04 (1º)
- 1958-1959:  Eintracht Francoforte (1º)
- 1959-1960:  Amburgo (1º)
- 1960-1961:  Norimberga (1º)
- 1961-1962:  Colonia (1º)
- 1962-1963:  Borussia Dortmund (3º)
- 1963-1964:  Colonia (2º)
- 1964-1965:  Werder Brema (1º)
- 1965-1966:  Monaco 1860 (1º)
- 1966-1967:  Eintracht Braunschweig (1º)
- 1967-1968:  Norimberga (2º)
- 1968-1969:  Bayern Monaco (1º)
- 1969-1970:  Borussia M'gladbach (1º)
- 1970-1971:  Borussia M'gladbach (2º)
- 1971-1972:  Bayern Monaco (2º)
- 1972-1973:  Bayern Monaco (3º)
- 1973-1974:  Bayern Monaco (4º)
- 1974-1975:  Borussia M'gladbach (3º)
- 1975-1976:  Borussia M'gladbach (4º)
- 1976-1977:  Borussia M'gladbach (5º)
- 1977-1978:  Colonia (3º)
- 1978-1979:  Amburgo (2º)
- 1979-1980:  Bayern Monaco (5º)
- 1980-1981:  Bayern Monaco (6º)
- 1981-1982:  Amburgo (3º)
- 1982-1983:  Amburgo (4º)
- 1983-1984:  Stoccarda (3º)
- 1984-1985:  Bayern Monaco (7º)

- 1985-1986:  Bayern Monaco (8º)
- 1986-1987:  Bayern Monaco (9º)
- 1987-1988:  Werder Brema (2º)
- 1988-1989:  Bayern Monaco (10º)
- 1989-1990:  Bayern Monaco (11º)
- 1990-1991:  Kaiserslautern (3º)
- 1991-1992:  Stoccarda (4º)
- 1992-1993:  Werder Brema (3º)
- 1993-1994:  Bayern Monaco (12º)
- 1994-1995:  Borussia Dortmund (4º)
- 1995-1996:  Borussia Dortmund (5º)
- 1996-1997:  Bayern Monaco (13º)
- 1997-1998:  Kaiserslautern (4º)
- 1998-1999:  Bayern Monaco (14º)
- 1999-2000:  Bayern Monaco (15º)
- 2000-2001:  Bayern Monaco (16º)
- 2001-2002:  Borussia Dortmund (6º)
- 2002-2003:  Bayern Monaco (17º)
- 2003-2004:  Werder Brema (4º)
- 2004-2005:  Bayern Monaco (18º)
- 2005-2006:  Bayern Monaco (19º)
- 2006-2007:  Stoccarda (4º)
- 2007-2008:  Bayern Monaco (20º)
- 2008-2009:  Wolfsburg (1º)
- 2009-2010:  Bayern Monaco (21º)
- 2010-2011:  Borussia Dortmund (7º)
- 2011-2012:  Borussia Dortmund (8º)
- 2012-2013:  Bayern Monaco (22º)
- 2013-2014:  Bayern Monaco (23º)
- 2014-2015:  Bayern Monaco (24º)
- 2015-2016:  Bayern Monaco (25º)
- 2016-2017:  Bayern Monaco (26º)
- 2017-2018:  Bayern Monaco (27º)
- 2018-2019:  Bayern Monaco (28º)
- 2019-2020:  Bayern Monaco (29º)
- 2020-2021:  Bayern Monaco (30º)
- 2021-2022:  Bayern Monaco (31º)
- 2022-2023:  Bayern Monaco (32º)
- 2023-2024:  Bayer Leverkusen (1º)
- 2024-2025:  Bayern Monaco (33º)

### Statistiche
| Squadra                | Titoli | Ultima Vittoria |
| ---------------------- | ------ | --------------- |
| Bayern Monaco          | 33     | 2024-2025       |
| Borussia Dortmund      | 8      | 2011-2012       |
| Borussia M'gladbach    | 5      | 1976-1977       |
| Amburgo                | 4      | 1982-1983       |
| Stoccarda              | 4      | 2006-2007       |
| Werder Brema           | 4      | 2003-2004       |
| Kaiserslautern         | 4      | 1997-1998       |
| Colonia                | 3      | 1977-1978       |
| Norimberga             | 2      | 1967-1968       |
| Bayer Leverkusen       | 1      | 2023-2024       |
| Eintracht Braunschweig | 1      | 1966-1967       |
| Eintracht Francoforte  | 1      | 1958-1959       |
| Hannover 96            | 1      | 1953-1954       |
| VfR Mannheim           | 1      | 1948-1949       |
| Monaco 1860            | 1      | 1965-1966       |
| Rot-Weiss Essen        | 1      | 1954-1955       |
| Schalke 04             | 1      | 1957-1958       |
| Wolfsburg              | 1      | 2008-2009       |